# Elecciones estatales de Morelos de 2015
Las elecciones estatales del Estado de Morelos de 2015 se llevaron a cabo el domingo 7 de junio de 2015. Renovados los siguientes cargos de elección popular:
- 30 diputados estatales. 18 electos por mayoría relativa en cada uno de los Distrito Electorales y 12 por el principio de Representación proporcional.
- 33 ayuntamientos. Compuestos por un Presidente Municipal y regidores, electos para un periodo de tres años, reelegibles únicamente para el periodo inmediato.

## Organización
En esta tabla se muestra la distribución de los Distritos Locales del estado de Morelos.
| Distrito Local | Cabecera Dstrital   | Municipios                                                              |
| -------------- | ------------------- | ----------------------------------------------------------------------- |
| Distrito I     | Cuernavaca Norte    | Norte de Cuernavaca y Huitzilac                                         |
| Dristito II    | Cuernavaca Oriente  | Oriente de Cuernavaca                                                   |
| Distrito III   | Cuernavaca Poniente | Poniente de Cuernavaca                                                  |
| Distrito IV    | Cuernavaca Sur      | Sur de Cuernavaca                                                       |
| Dristito V     | Temixco             | Temixco y Emiliano Zapata.                                              |
| Distrito VI    | Jiutepec Norte      | Norte de Jiutepec.                                                      |
| Dristito VII   | Jiutepec Sur        | Sur de Jiutepec                                                         |
| Distrito VIII  | Tetecala            | Xochitepec, Miacatlán, Mazatepec, Tetecala y Coatlán del Río.           |
| Distrito IX    | Puente de Ixtla     | Amacuzac y Puente de Ixtla                                              |
| Dristito X     | Zacatepec           | Tlaltizapán y Zacatepec.                                                |
| Distrito XI    | Jojutla             | Tlaquiltenango y Jojutla.                                               |
| Distrito XII   | Yautepec Poniente   | Tepoztlán y Poniente de Yautepec.                                       |
| Dristito XIII  | Yautepec Oriente    | Atlatlahucan, Tlanepantla, Tlayacapan, Totolapan y Oriente de Yautepec. |
| Distrito XIV   | Cuautla Norte       | Norte de Cuautla.                                                       |
| Distrito XV    | Cuautla Sur         | Sur de Cuautla.                                                         |
| Dristito XVI   | Ayala               | Ayala                                                                   |
| Distrito XVII  | Yacapixtla          | Ocuituco, Tetela del Volcán, Zacualpan y Yecapixtla.                    |
| Dristito XVIII | Jonacatepec         | Tepalcingo, Jantetelco, Axochiapan, Jonacatepec y Temoac.               |

## Resultados

### Congreso del Estado de Morelos
| Partido/Coalición | Partido/Coalición | Partido/Coalición                    | Diputados        | Diputados                   | Diputados |
| Partido/Coalición | Partido/Coalición | Partido/Coalición                    | Mayoría relativa | Representación proporcional | Total     |
| ----------------- | ----------------- | ------------------------------------ | ---------------- | --------------------------- | --------- |
|                   |                   | Partido de la Revolución Democrática | 8                | 0                           | 8/30      |
|                   |                   | Partido Revolucionario Institucional | 4                | 2                           | 6/30      |
|                   |                   | Partido Acción Nacional              | 3                | 2                           | 5/30      |
|                   |                   | Partido Verde Ecologista de México   | 1                | 1                           | 2/30      |
|                   |                   | Partido del Trabajo                  | 0                | 1                           | 1/30      |
|                   |                   | PRI-PVEM-PANAL                       | 1                | 0                           | 1/30      |
|                   |                   | Movimiento Ciudadano                 | 0                | 1                           | 1/30      |
|                   |                   | Nueva Alianza                        | 1                | 0                           | 1/30      |
|                   |                   | Morena                               | 0                | 1                           | 1/30      |
|                   |                   | Partido Humanista                    | 0                | 1                           | 1/30      |
|                   |                   | Partido Encuentro Social             | 0                | 1                           | 1/30      |
|                   |                   | Partido Socialdemócrata de Morelos   | 0                | 1                           | 1/30      |
| Total             | Total             | Total                                | 18               | 12                          | 30        |

### Ayuntamientos
| Partido/Coalición | Partido/Coalición                    | Municipios |
| ----------------- | ------------------------------------ | ---------- |
|                   | Partido de la Revolución Democrática | 6/33       |
|                   | Partido Revolucionario Institucional | 6/33       |
|                   | PRI-PVEM-PANAL                       | 4/33       |
|                   | Partido Acción Nacional              | 3/33       |
|                   | Movimiento Ciudadano                 | 3/33       |
|                   | Partido Verde Ecologista de México   | 3/33       |
|                   | Nueva Alianza                        | 3/33       |
|                   | Partido Socialdemócrata de Morelos   | 2/33       |
|                   | Partido Humanista                    | 2/33       |
|                   | Partido del Trabajo                  | 1/33       |
| Total             | Total                                | 33         |

#### Cuernavaca
|  | 28.46 % |

|  | 22.46 % |

|  | 15.16 % |

|  | 14.93 % |

|  | 8.32 % |

|  | 4.43 % |

|  | 3.30 % |

|  | 2.69 % |